# Essertines-sur-Yverdon
Essertines-sur-Yverdon é uma comuna da Suíça, situada no distrito de Gros-de-Vaud, no cantão de Vaud. Tem 9,78 km² de área e sua população em 2018 foi estimada em 1.023 habitantes.